# Lista odcinków serialu Bosch
Poniżej znajduje się lista odcinków serialu telewizyjnego Bosch – emitowanego przez amerykańską  platformę Amazon Prime Video od 6 lutego 2015 roku. Natomiast w Polsce serial jest emitowany od 8 lutego 2016 roku przez 13 Ulice oraz od 21 kwietnia 2017 roku przez Amazon Prime Video
| Sezon | Sezon | Odcinki | Oryginalna emisja Amazon Prime Video | Oryginalna emisja Amazon Prime Video | Oryginalna emisja 13 Ulica Amazon Prime Video | Oryginalna emisja 13 Ulica Amazon Prime Video | Oryginalna emisja 13 Ulica Amazon Prime Video |
| Sezon | Sezon | Odcinki | Premiera sezonu                      | Finał sezonu                         | Premiera sezonu                               | Finał sezonu                                  |                                               |
| ----- | ----- | ------- | ------------------------------------ | ------------------------------------ | --------------------------------------------- | --------------------------------------------- | --------------------------------------------- |
|       | 1     | 10      | 13 lutego 2015                       | 13 lutego 2015                       | 8 lutego 2016                                 | 28 marca 2016                                 |                                               |
|       | 2     | 10      | 11 marca 2016                        | 11 marca 2016                        | 3 października 2016                           | 5 grudnia 2016                                |                                               |
|       | 3     | 10      | 21 kwietnia 2017                     | 21 kwietnia 2017                     | 21 kwietnia 2017                              | 21 kwietnia 2017                              |                                               |
|       | 4     | 10      | 13 kwietnia 2018                     | 13 kwietnia 2018                     | 13 kwietnia 2018                              | 13 kwietnia 2018                              |                                               |
|       | 5     | 10      | 19 kwietnia 2019                     | 19 kwietnia 2019                     |                                               |                                               |                                               |

## Sezon 1 (2015)
| Nr | #  | Tytuł                                             | Reżyseria         | Scenariusz                         | Premiera Amazon Prime Video | Premiera 13 Ulica |
| -- | -- | ------------------------------------------------- | ----------------- | ---------------------------------- | --------------------------- | ----------------- |
| 1  | 1  | ' Sezon świąteczny ' Chapter One: 'Tis the Season | Jim McKay         | Michael Connelly, Eric Overmyer    | 6 lutego 2015               | 8 lutego 2016     |
| 2  | 2  | ' Zagubione światło ' Chapter Two: Lost Light     | Kevin Dowling     | Tom Smuts, Eric Overmyer           | 13 lutego 2015              | 8 lutego 2016     |
| 3  | 3  | 'Policyjna wiara ' Chapter Three: Blue Religion   | Kevin Dowling     | Diane Frolov, Andrew Schneider     | 13 lutego 2015              | 15 lutego 2016    |
| 4  | 4  | ' Fugazi' Chapter Four: Fugazi                    | Ernest Dickerson  | George Pelecanos, Michael Connelly | 13 lutego 2015              | 22 lutego 2016    |
| 5  | 5  | ' Mamisynek' Chapter Five: Mama's Boy             | Ernest Dickerson  | William N. Fordes                  | 13 lutego 2015              | 29 lutego 2016    |
| 6  | 6  | ' Szmat czasu ' Chapter Six: Donkey's Years       | Roxann Dawson     | Jennifer Ames, Steve Turner        | 13 lutego 2015              | 7 marca 2016      |
| 7  | 7  | ' Zagubieni chłopcy ' Chapter Seven: Lost Boys    | Alex Zakrzewski   | Joe Gonzalez, Eric Overmyer        | 13 lutego 2015              | 14 marca 2016     |
| 8  | 8  | ' Pokerowe zagranie ' Chapter Eight: High Low     | Matt Earl Beesley | William N. Fordes, Tom Smuts       | 13 lutego 2015              | 21 marca 2016     |
| 9  | 9  | 'Magiczny zamek ' Chapter Nine: The Magic Castle  | Alex Zakrzewski   | Diane Frolov, Andrew Schneider     | 13 lutego 2015              | 28 marca 2016     |
| 10 | 10 | 'My i oni' Chapter Ten: Us and Them               | Thomas Carter     | Michael Connelly, T.L. Lankford    | 13 lutego 2015              | 28 marca 2016     |

## Sezon 2 (2016)
| Nr | #  | Tytuł                                                | Reżyseria         | Scenariusz                             | Premiera Amazon Prime Video | Premiera 13 Ulica    |
| -- | -- | ---------------------------------------------------- | ----------------- | -------------------------------------- | --------------------------- | -------------------- |
| 11 | 1  | 'Trup w bagażniku ' Trunk Music                      | Alex Zakrzewski   | Eric Overmyer                          | 11 marca 2016               | 3 października 2016  |
| 12 | 2  | ' Sekrety' The Thing About Secrets                   | Alex Zakrzewski   | Eric Overmyer, Tom Bernardo            | 11 marca 2016               | 10 października 2016 |
| 13 | 3  | 'Ofiara nocy ' Victim of the Night                   | Pieter Jan Brugge | Diane Frolov, Andrew Schneider         | 11 marca 2016               | 17 października 2016 |
| 14 | 4  | ' I kto jest teraz szczęściarzem? ' Who's Lucky Now? | Christine Moore   | Tom Smuts                              | 11 marca 2016               | 24 października 2016 |
| 15 | 5  | ' Zniknięcie ' Gone                                  | Ernest Dickerson  | William N. Fordes                      | 11 marca 2016               | 31 października 2016 |
| 16 | 6  | ' Atak serca' Heart Attack                           | Adam Davidson     | Diane Frolov, Andrew Schneider         | 11 marca 2016               | 7 listopada 2016     |
| 17 | 7  | 'Czas wyjścia' Exit Time                             | Kevin Dowling     | Tom Smuts, Tom Bernardo                | 11 marca 2016               | 14 listopada 2016    |
| 18 | 8  | ' Podążaj za kasą' Follow the Money                  | Alex Zakrzewski   | William N. Fordes, Joe Gonzalez        | 11 marca 2016               | 21 listopada 2016    |
| 19 | 9  | 'Królowa męczenników' Queen of Martyrs               | Phil Abraham      | Eric Overmyer, Tom Bernardo            | 11 marca 2016               | 28 listopada 2016    |
| 20 | 10 | ' Wszyscy się liczą' Everybody Counts                | Tim Hunter        | Michael Connelly, Terrill Lee Lankford | 11 marca 2016               | 5 grudnia 2016       |

## Sezon 3 (2017)
| Nr | #  | Tytuł                  | Reżyseria          | Scenariusz                    | Premiera Amazon Prime Video |
| -- | -- | ---------------------- | ------------------ | ----------------------------- | --------------------------- |
| 21 | 1  | The Smog Cutter        | Adam Davidson      | Eric Overmyer                 | 21 kwietnia 2017            |
| 22 | 2  | The Four Last Things   | Adam Davidson      | Daniel Pyne                   | 21 kwietnia 2017            |
| 23 | 3  | God Sees               | Alex Zakrzewski    | Tom Bernardo                  | 21 kwietnia 2017            |
| 24 | 4  | El Compadre            | Sarah Pia Anderson | Jeffrey Fiskin                | 21 kwietnia 2017            |
| 25 | 5  | Blood Under the Bridge | Alex Zakrzewski    | Elle Johnson                  | 21 kwietnia 2017            |
| 26 | 6  | Birdland               | Ernest Dickerson   | Daniel Pyne                   | 21 kwietnia 2017            |
| 27 | 7  | Right Play             | Christine Moore    | Jeffrey Fiskin                | 21 kwietnia 2017            |
| 28 | 8  | Aye Papi               | Ernest Dickerson   | Elle Johnson                  | 21 kwietnia 2017            |
| 29 | 9  | Clear Shot             | Stephen Gyllenhaal | Eric Overmyer                 | 21 kwietnia 2017            |
| 30 | 10 | The Sea King           | Ernest Dickerson   | Daniel Pyne, Michael Connelly | 21 kwietnia 2017            |

## Sezon 4 (2018)
| Nr | #  | Tytuł                      | Reżyseria                | Scenariusz                   | Premiera Amazon Prime Video |
| -- | -- | -------------------------- | ------------------------ | ---------------------------- | --------------------------- |
| 31 | 1  | Ask the Dust               | Aaron Lipstadt           | John Mankiewicz, Daniel Pyne | 13 kwietnia 2018            |
| 32 | 2  | Dreams of Bunker Hill      | Aaron Lipstadt           | John Mankiewicz, Daniel Pyne | 13 kwietnia 2018            |
| 33 | 3  | Devil in the House         | Alex Zakrzewski          | Tom Bernardo                 | 13 kwietnia 2018            |
| 34 | 4  | Past Lives                 | Tim Hunter               | Shaz Bennett, Elle Johnson   | 13 kwietnia 2018            |
| 35 | 5  | The Coping                 | Alex Zakrzewski          | Jeffrey Fiskin               | 13 kwietnia 2018            |
| 36 | 6  | The Wine of Youth          | Zetna Fuentes            | John Mankiewicz              | 13 kwietnia 2018            |
| 37 | 7  | Missed Connections         | Daisy von Scherler Mayer | Jeffrey Fiskin               | 13 kwietnia 2018            |
| 38 | 8  | Dark Sky                   | Ernest Dickerson         | Elle Johnson                 | 13 kwietnia 2018            |
| 39 | 9  | Rojo Profundo              | Neema Barnette           | Michael Connelly             | 13 kwietnia 2018            |
| 40 | 10 | Book of the Unclaimed Dead | Ernest Dickerson         | Daniel Pyne                  | 13 kwietnia 2018            |

## Sezon 5 (2019)
| Nr | #  | Tytuł                       | Reżyseria                | Scenariusz              | Premiera Amazon Prime Video |
| -- | -- | --------------------------- | ------------------------ | ----------------------- | --------------------------- |
| 41 | 1  | Two Kinds of Truth          | Alex Zakrzewski          | Daniel Pyne             | 19 kwietnia 2019            |
| 42 | 2  | Pill Shills                 | Alex Zakrzewski          | Eric Overmyer           | 19 kwietnia 2019            |
| 43 | 3  | The Last Scrip              | Daisy von Scherler Mayer | Elle Johnson            | 19 kwietnia 2019            |
| 44 | 4  | Raise the Dead              | Laura Belsey             | Tom Bernardo            | 19 kwietnia 2019            |
| 45 | 5  | Tunnel Vision               | Patrick Cady             | Jeffrey Fiskin          | 19 kwietnia 2019            |
| 46 | 6  | The Space Between the Stars | Neema Barnette           | Shaz Bennett            | 19 kwietnia 2019            |
| 47 | 7  | The Wisdom of the Desert    | Aaron Lipstadt           | Jeffrey Fiskin          | 19 kwietnia 2019            |
| 48 | 8  | Salvation Mountain          | Ernest Dickerson         | Tom Bernardo            | 19 kwietnia 2019            |
| 49 | 9  | Hold Back the Night         | Aaron Lipstadt           | Eric Overmyer           | 19 kwietnia 2019            |
| 50 | 10 | Creep Signed His Kill       | Ernest Dickerson         | Daniel Pyne, Katie Pyne | 19 kwietnia 2019            |